# Campeonato Asiático de Atletismo de 2002
A 14ª edição do Campeonato Asiático de Atletismo foi realizado de 9 a 12 de agosto de 2002 no Estádio Sugathadasa, na cidade de Colombo no Sri Lanka. 

## Medalhistas

### Masculino
| Evento                  | Ouro                                                                                                 | Ouro     | Prata                                                                                 | Prata    | Bronze | Bronze   |
| ----------------------- | --- | -------- | ------------------------------------------------------------------------------------- | -------- | --- | -------- |
| 100 metros              | Jamal Al-Saffar · Arábia Saudita                                                                     | 10.43    | Gennadiy Chernovol · Cazaquistão                                                      | 10.50    | Salem Mubarak Al-Yami · Arábia Saudita                                                                       | 10.52    |
| 200 metros              | Gennadiy Chernovol · Cazaquistão                                                                     | 20.73    | Fawzi Al-Shammari · Kuwait                                                            | 20.92    | Sittichai Suwonprateep · Tailândia                                                                           | 21.04    |
| 400 metros              | Fawzi Al-Shammari · Kuwait                                                                           | 45.21    | Hamdan Obah Al-Bishi · Arábia Saudita                                                 | 45.43    | Sugath Tillakaratne · Sri Lanka                                                                              | 45.73    |
| 800 metros              | Mihail Kolganov · Cazaquistão                                                                        | 1:48.91  | Salem Amer Al-Badri · Catar                                                           | 1:48.95  | Adam Abdu Adam Ali · Catar                                                                                   | 1:49.25  |
| 1 500 metros            | Abdulrahman Sulaiman · Catar                                                                         | 3:45.98  | Rashid Ramzi · Bahrein                                                                | 3:46.41  | Jamal Noor Yousef · Catar                                                                                    | 3:46.85  |
| 5 000 metros            | Khamis Seif Abdullah · Catar                                                                         | 14:16.81 | Abdulhak Zakaria · Bahrein                                                            | 14:19.92 | Nasser Sulaiman · Catar                                                                                      | 14:19.97 |
| 10 000 metros           | Ahmed Ibrahim Warsama · Catar                                                                        | 30:19.62 | Aman Majid Awadh · Catar                                                              | 30:21.05 | Jagannath Lakade · Índia                                                                                     | 30:39.44 |
| 110 metros barreiras    | Liu Xiang · China                                                                                    | 13.56    | Mubarak Ata Mubarak · Arábia Saudita                                                  | 13.96    | Mohamed Faiz · Malásia                                                                                       | 14.33    |
| 400 metros barreiras    | Mubarak Al-Nubi · Catar                                                                              | 48.67    | Hideaki Kawamura · Japão                                                              | 48.85    | Yevgeniy Meleshenko · Cazaquistão                                                                            | 49.56    |
| 3 000 metros obstáculos | Khamis Seif Abdullah · Catar                                                                         | 8:16.0   | Saad Shadad Al-Asmari · Arábia Saudita                                                | 8:16.7   | Ali Abu Bakr Kamal · Catar                                                                                   | 8:37.4   |
| 4×100 metros estafetas  | Tailândia · Sittichai Suwonprateep · Ekkachai Janthana · Vissanu Sophanich · Reanchai Srihawong      | 38.99    | Arábia Saudita · Khalifa Al-Sagar · Salem Al-Yami · Mubarak Mubarak · Jamal Al-Saffar | 39.16    | Catar · Mohd Sultan Al-Sheeb · Khalid Yousuf Al-Obaidi · Abdullah Khamis Al-Hamad · Khalid Habash Al-Suwaidi | 39.39    |
| 4×400 metros estafetas  | Sri Lanka · Rohan Pradeep Kumara, · Ranga Wimalawansa, · Prasanna Amarasekara, · Sugath Thilakaratne | 3:03.35  | Índia · Satbir Singh · K. Suresh · Anil Kumar Rohil · Jata Shankar                    | 3:06.76  | Japão · Suguru Matsumoto · Yukihiro Mukai · Yoshihiro Chiba · Hideaki Kawamura                               | 3:07.09  |
| 20 km marcha            | Eiichi Yoshizawa · Japão                                                                             | 1:26:51  | Toshihito Fujinohara · Japão                                                          | 1:28:06  | Shin Il-Yong Coreia do Sul                                                                                   | 1:31:07  |
| Salto em altura         | Cui Kai · China                                                                                      | 2.19     | Salem Nasser Bakhit · Bahrein                                                         | 2.15     | Loo Kum Zee · Malásia                                                                                        | 2.15     |
| Salto à vara            | Daichi Sawano · Japão                                                                                | 5.40     | Kim Se-In Coreia do Sul                                                               | 5.40     | Grigoriy Yegorov · Cazaquistão                                                                               | 5.20     |
| Salto em comprimento    | Hussein Taher Al-Sabee · Arábia Saudita                                                              | 8.09     | Cai Xiaobao · China                                                                   | 7.95w    | Huang Le · China                                                                                             | 7.91w    |
| Salto triplo            | Mouled Salem Al-Ahmadi · Arábia Saudita                                                              | 16.61    | Kazuyoshi Ishikawa · Japão                                                            | 16.42    | Mohammed Hamdi Awadh · Catar                                                                                 | 16.18    |
| Lançamento do peso      | Bilal Saad Mubarak · Catar                                                                           | 19.22    | Navpreet Singh · Índia                                                                | 18.97    | Kim Jae-Il Coreia do Sul                                                                                     | 17.98    |
| Lançamento do disco     | Rashid Shafi Al-Dosari · Catar                                                                       | 64.43    | Abbas Samimi Irão                                                                     | 60.49    | Nuer Maimaiti · China                                                                                        | 60.39    |
| Lançamento de martelo   | Koji Murofushi · Japão                                                                               | 80.45    | Hiroaki Doi · Japão                                                                   | 70.27    | Viktor Ustinov · Uzbequistão                                                                                 | 69.25    |
| Lançamento do dardo     | Li Rongxiang · China                                                                                 | 82.75    | Sergey Voynov · Uzbequistão                                                           | 79.70    | Park Jae-Myong Coreia do Sul                                                                                 | 79.22    |
| Decatlo                 | Ahmed Hassan Moussa · Catar                                                                          | 7670 pts | Pavel Andreev · Uzbequistão                                                           | 7428 pts | Takuro Hirata · Japão                                                                                        | 7344 pts |

### Feminino
| Evento                 | Ouro                                                               | Ouro     | Prata                                                                                 | Prata    | Bronze                                                                                               | Bronze   |
| ---------------------- | ------------------------------------------------------------------ | -------- | ------------------------------------------------------------------------------------- | -------- | --- | -------- |
| 100 metros             | Susanthika Jayasinghe · Sri Lanka                                  | 11.29    | Qin Wangping · China                                                                  | 11.56    | Lyubov Perepelova · Uzbequistão                                                                      | 11.60    |
| 200 metros             | Susanthika Jayasinghe · Sri Lanka                                  | 22.84 =  | Lyubov Perepelova · Uzbequistão                                                       | 23.76    | Yan Jiankui · China                                                                                  | 23.85    |
| 400 metros             | Tatyana Roslanova · Cazaquistão                                    | 52.61    | Zamira Amirova · Uzbequistão                                                          | 53.87    | Nguyen Thi Tinh · Vietname                                                                           | 54.57    |
| 800 metros             | Miho Sugimori · Japão                                              | 2:03.59  | Tatyana Borisova · Quirguistão                                                        | 2:03.67  | Zamira Amirova · Uzbequistão                                                                         | 2:04.48  |
| 1 500 metros           | Tatyana Borisova · Quirguistão                                     | 4:16.27  | Svetlana Lukasheva · Cazaquistão                                                      | 4:18.63  | Mizuho Nasukawa · Japão                                                                              | 4:19.27  |
| 5 000 metros           | Ham Bong-Sil · Coreia do Norte                                     | 15:42.88 | Akiko Kawashima · Japão                                                               | 15:44.08 | Mizuho Nasukawa · Japão                                                                              | 16:24.63 |
| 10 000 metros          | Ham Bong-Sil · Coreia do Norte                                     | 34:44.92 | Jo Bun-Hui · Coreia do Norte                                                          | 35:00.63 | Lashram Aruna Devi · Índia                                                                           | 35:38.70 |
| 100 metros barreiras   | Yvonne Kanazawa · Japão                                            | 13.40    | Sriyani Kulawansa · Sri Lanka                                                         | 13.43    | Trecia Roberts · Tailândia                                                                           | 13.60    |
| 400 metros barreiras   | Natalya Torshina · Cazaquistão                                     | 55.81    | Song Yinglan · China                                                                  | 56.49    | Makiko Yoshida · Japão                                                                               | 57.04    |
| 4×100 metros estafetas | China · Ni Xiaoli · Yan Jiankui · Huang Mei · Qin Wangping         | 43.94    | Uzbequistão · Guzel Khubbieva · Anza Kazakova · Ludmila Dmitriadi · Lyubov Perepelova | 44.85    | Tailândia · Trecia Roberts · Oramoch Klomdee · Supawadee Khawpeag · Juthamass Thawonchavoen          | 44.89    |
| 4×400 metros estafetas | Índia · J.J. Shobha · Soma Biswas · Sunita Dahiya · Sagardeep Kaur | 3:37.48  | Japão · Miho Sugimori · Mayu Kida · Sakie Nobuoka · Makiko Yoshida                    | 3:38.29  | Sri Lanka · Menaka Wickremasinghe · Lalani Gunawardena · Swarnamali Edirisinghe · Damayanthi Dharsha | 3:42.71  |
| 20 km marcha           | Gao Kelian · China                                                 | 1:36:57  | Jian Xingli · China                                                                   | 1:37:02  | Ryoko Tadamasa · Japão                                                                               | 1:42:43  |
| Salto em altura        | Tatyana Efimenko · Quirguistão                                     | 1.92     | Bobby Aloysius · Índia                                                                | 1.84     | Marina Korzhova · Cazaquistão                                                                        | 1.84     |
| Salto à vara           | Gao Shuying · China                                                | 4.20     | Masumi Ono · Japão                                                                    | 4.20     | Ni Putu Desy Margawati · Índia                                                                       | 4.10     |
| Salto em comprimento   | Yelena Kashcheyeva · Cazaquistão                                   | 6.61     | Lerma Gabito · Filipinas                                                              | 6.40w    | Marestella Torres · Filipinas                                                                        | 6.40w    |
| Salto triplo           | Wu Lingmei · China                                                 | 13.83    | Mariya Sokova · Uzbequistão                                                           | 13.81    | Yelena Parfenova · Cazaquistão                                                                       | 13.11    |
| Lançamento do peso     | Juthaporn Krasaeyan · Tailândia                                    | 18.05    | Cheng Xiaoyan · China                                                                 | 17.39    | Sumi Ichioka · Japão                                                                                 | 16.12    |
| Lançamento do disco    | Li Yanfeng · China                                                 | 60.06    | Harwant Kaur · Índia                                                                  | 57.60    | Swaranjeet Kaur · Índia                                                                              | 55.05    |
| Lançamento de martelo  | Gu Yuan · China                                                    | 71.10    | Huang Chih-Feng · Taipé Chinesa                                                       | 58.19    | Hardeep Kaur · Índia                                                                                 | 57.82    |
| Lançamento do dardo    | Ma Ning · China                                                    | 57.15    | Xue Juan · China                                                                      | 56.04    | Lee Young-Sun Coreia do Sul                                                                          | 53.72    |
| Heptatlo               | Svetlana Kazanina · Cazaquistão                                    | 5841 pts | J. J. Shobha · Índia                                                                  | 5775 pts | Wang Hailan · China                                                                                  | 5635 pts |

## Quadro de medalhas
| Ordem | País            | Medalha de ouro | Medalha de prata | Medalha de bronze | Total |
| ----- | --------------- | --------------- | ---------------- | ----------------- | ----- |
| 1     | China           | 10              | 6                | 4                 | 20    |
| 2     | Catar           | 8               | 2                | 6                 | 16    |
| 3     | Cazaquistão     | 6               | 2                | 4                 | 12    |
| 4     | Japão           | 5               | 7                | 7                 | 19    |
| 5     | Arábia Saudita  | 3               | 4                | 1                 | 8     |
| 6     | Sri Lanka       | 3               | 1                | 2                 | 6     |
| 7=    | Quirguistão     | 2               | 1                | 0                 | 3     |
| 7=    | Coreia do Norte | 2               | 1                | 0                 | 3     |
| 9     | Tailândia       | 2               | 0                | 3                 | 5     |
| 10    | Índia           | 1               | 5                | 4                 | 10    |
| 11    | Kuwait          | 1               | 1                | 0                 | 2     |
| 12    | Uzbequistão     | 0               | 6                | 3                 | 9     |
| 13    | Bahrein         | 0               | 3                | 0                 | 3     |
| 14    | Coreia do Sul   | 0               | 1                | 4                 | 5     |
| 15    | Filipinas       | 0               | 1                | 1                 | 2     |
| 16=   | Taipé Chinesa   | 0               | 1                | 0                 | 1     |
| 16=   | Irão            | 0               | 1                | 0                 | 1     |
| 18    | Malásia         | 0               | 0                | 2                 | 2     |
| 19=   | Indonésia       | 0               | 0                | 1                 | 1     |
| 19=   | Vietname        | 0               | 0                | 1                 | 1     |
| Total | Total           | 43              | 43               | 43                | 129   |

Legenda
| Recorde mundial       | Recorde mundial (World record)               |                       | Recorde africano                      | Recorde africano (African) |                                           | Q | Classificado por posição (Qualified) |
| Recorde do campeonato | Recorde do campeonato (Championship record)  | Recorde da América    | Recorde da América (Americas)         | q                          | Classificado por melhor tempo (Qualified) |   |                                      |
| Melhor marca do ano   | Melhor marca do ano (World leading)          | Recorde asiático      | Recorde asiático (Asian)              | DNS                        | Não largou (Did not start)                |   |                                      |
| Recorde nacional      | Recorde nacional (National record)           | Recorde europeu       | Recorde europeu (European)            | DNF                        | Não terminou (Did not finish)             |   |                                      |
| Recorde pessoal       | Recorde pessoal do atleta (Personal best)    | Recorde da Oceania    | Recorde da Oceania (Oceania)          | DSQ / DQ                   | Desclassificado (Disqualified)            |   |                                      |
| Recorde da temporada  | Recorde da temporada do atleta (Season best) | Recorde sul-americano | Recorde sul-americano (South America) | NM                         | Sem marca (No mark)                       |   |                                      |